# Туикенам Стейдиъм
Туикенам Стейдиъм (на английски: Twickenham Stadium) е стадион в Лондон, квартал Туикенам.
Той е най-големият стадион в света, използван изцяло за спорта ръгби, както и 2-рият по големина стадион във Великобритания след стадион Уембли и 5-ият в Европа.
Стадионът е дом на Съюза по ръгби. Приема мачовете на английския национален отбор по ръгби, както и турнира Middlesex Sevens, финала на Aviva Premiership, LV Cup и мачовете от Heineken Cup. На него се провежда и финалът по ръгби лига на „Чалъндж Къп“.
Съоръжението се използва не само за ръгби мачове, но и за други събития, като концерти на Iron Maiden, Bon Jovi, Genesis, U2, The Rolling Stones, The Police, Eagles, Ричард Бенсън, R.E.M., Лейди Гага и световното диамантено турне на Риана.

## История
Успешната продажба на билети за мачове срещу Нова Зеландия и Южна Африка, изиграни на Националния спортен център „Кристъл Палас“, карат федерацията по ръгби да осъзнае ползата от притежаването на собствено спортно съоръжение.
Уилиям Уилиямс и касиерът Уилиям Кейл намират начин за закупуване на парцел с големина 10 и 1/4 акра през 1907 г. Първите трибуни са построени през следващата година. След инвестирането на допълнителни средства за пътища на 2 октомври 1909 г. се играе първият мач на Harlequins срещу Richmond, а първият „международен“ мач е на Англия срещу Уелс на 15 януари 1910 г.
По време на Първата световна война теренът е използван за паша на едър рогат добитък, коне и овце. През 1921 г. крал Джордж V открива на стадиона военен мемориал.
Смята се за емблема на английското ръгби. През сезон 2009/2010 отбеляза своя 100-годишен юбилей.